# ادریس دوم ادریسی
ادریس دوم (۷۹۱ تا ۸۲۸)، پسر ادریس یکم بنیان‌گذار دودمان ادریسی در مراکش بود. او در ولیلی دو ماه بعد از وفات پدرش به‌دنیا آمد.